# Julieta Serrano i Romero
Julieta Serrano i Romero (Barcelona, 21 de gener de 1933) és una actriu catalana de cinema i teatre. Prové d'una família d'actors i va començar en teatre d'aficionats.
La seva prolífica carrera es remunta a la dècada del 1950. La seva adolescència i primera joventut transcorre entre Barcelona, València i Madrid, i entra a formar part de la Companyia teatral de José Tamayo Rivas. Ha treballat amb directors com Pedro Almodóvar o Ventura Pons.
L'any 1999 fou guardonada amb el Premi Margarida Xirgu pel seu paper a La casa de Bernarda Alba, i el 2006 amb el Premi FAD Sebastià Gasch d'honor. El 23 de desembre del 2013 l'Acadèmia del Cinema Català va anunciar que li concedia el Premi Gaudí d'Honor-Miquel Porter de 2014.
L'any 2018 va rebre el Premi Nacional de Teatre concedit pel Ministeri de Cultura. Va ser guardonada pel seu paper a Ricard III del Teatre Nacional de Catalunya i Dentro de la tierra del Centre Dramàtic Nacional de Madrid, exemple de la seva "vocació sostinguda" de més de 60 anys dedicats a la interpretació.
El 2019 li va ser atorgada la Medalla d'Or al Mèrit en les Belles Arts.
L'any 2020 va ser guardonada amb el Premi Goya 2020 a la Millor actriu de repartiment pel seu paper a la pel·lícula Dolor y Gloria, competint amb Mona Martínez, per Adiós; Natalia de Molina, per Adiós i Nathalie Poza, per Mientras dure la guerra.
El 2023, va ser commemorada pel Govern de Catalunya amb la Creu de Sant Jordi.

## Teatre
- 1951, 6 de febrer. El personatge de Perruquera a l'obra Bala perduda de Lluís Elias. Estrenada al teatre Romea de Barcelona.
- 1951, 7 de novembre. El personatge de Paquita a l'obra El marit ve de visita de Xavier Regàs. Estrenada al teatre Romea de Barcelona.

## Filmografia
| - Secuestro en la ciudad (1965) - El juego de la oca (1966) - Crónica de nueve meses (1967) - 40 grados a la sombra (1967) - Laia (1970) - El hombre oculto (1971) - Tirarse al monte (1971) - Marianela (1972) - Mi querida señorita (1972) - Zumo (1972) - Abismo (1972) - Grandeur nature (1974) - El amor del capitán Brando (1974) - La prima Angélica (1974) - Vámonos, Bárbara (1978) - Carne apaleada (1978) - In memoriam (1977) - Soldados (1978) - La familia, bien, gracias (1979) - Pepi, Luci, Bom y otras chicas del montón (1980) | - Cuentos eróticos (1980) - Yo qué sé (1980) - La mujer del ministro (1981) - Cuentos para una escapada (1981) - Un geni amb l'aigua al coll (1983) - Entre tinieblas (1983) - Cuerpo a cuerpo (1984) - El caballero del dragón (1985) - Tata mía (1986) - Matador (1986) - Iniciativa privada (1986) - El pecador impecable (1987) - Material urbà (1987) - Mujeres al borde de un ataque de nervios (1988) - Monte bajo (1989) - ¡Átame! (1990) - Ho sap el ministre? (1991) - Salsa rosa (1992) - Cràpules (1993) - La febre d'or (1993) | - El amante bilingüe (1993) - Nexe (1995) - La novia moderna (1995) - Un cos al bosc (1996) - Alma gitana (1996) - La parabólica (1996) - La Moños (1997) - Carícies (1998) - Marta y alrededores (1999) - Cuando vuelvas a mi lado (1999) - Dones (2000) - Sagitario (2001) - Arderás conmigo (2002) - La mirada violeta (2004) - Treinta y cinco (2004) - ¿Y a mí quién me cuida? (2006) - Electroshock (2006) - Un poco de chocolate (2008) - Villaviciosa de al lado (2016) |

## Premis i nominacions[calcitació]
| Any  | Premi                                                | Categoria                                    | Títol                                    | Resultat   |
| ---- | ---------------------------------------------------- | -------------------------------------------- | ---------------------------------------- | ---------- |
| 1971 | Fotogramas de Plata                                  | Millor intèrpret de televisió                | Teatro de siempre                        | Guanyadora |
| 1973 | Premis Sant Jordi                                    | Millor interpretació en pel·lícula Espanyola | Mi querida señorita                      | Guanyadora |
| 1984 | Fotogramas de Plata                                  | Millor actriu de cinema                      | Entre tinieblas                          | Nominada   |
| 1984 | Premis Sant Jordi                                    | Millor actriu espanyola                      | Entre tinieblas                          | Guanyadora |
| 1987 | Fantasporto                                          | Millor actriu                                | Matador                                  | Guanyadora |
| 1989 | Premis Goya                                          | Millor actriu de repartiment                 | Mujeres al borde de un ataque de nervios | Nominada   |
| 2000 | Premis Cercle d'Escriptors Cinematogràfics (Espanya) | Millor actriu secundària                     | Cuando vuelvas a mi lado                 | Nominada   |
| 2001 | Premis Butaca                                        | Millor actriu catalana de cinema             | Dones                                    | Nominada   |
| 2005 | Fotogramas de Plata                                  |                                              | Toda una vida                            | Guanyadora |
| 2006 | Unió d'Actors (Espanya)                              | Millor actriu protagonista de teatre         | Así es (si así os parece)                | Nominada   |
| 2011 | Premios Valle Inclán de Teatro                       | Millor interpretació teatral                 | La sonrisa etrusca                       | Nominada   |